# Pfarrkirche Zirl

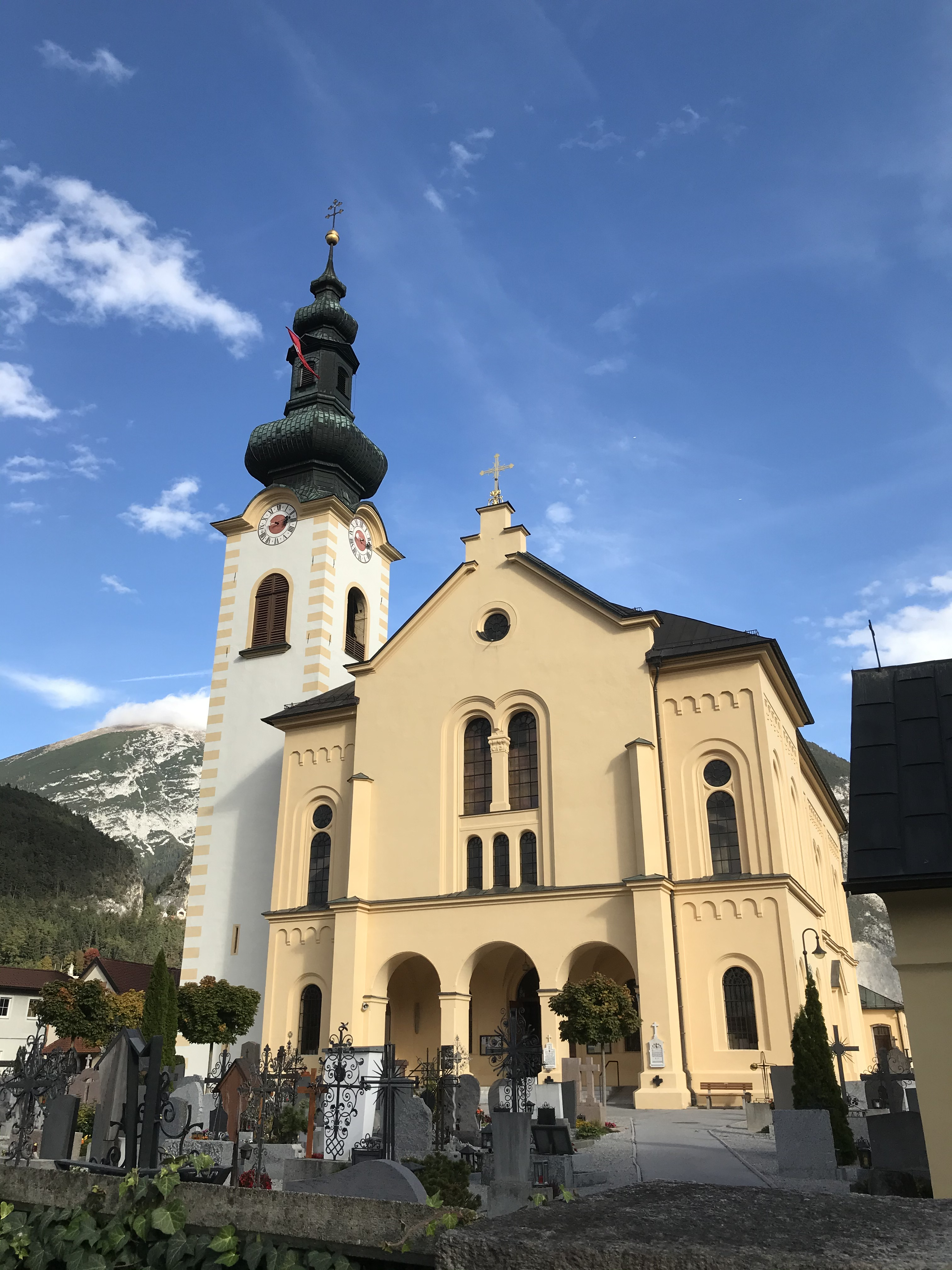
Kath. Pfarrkirche Hl. Kreuz in Zirl in Tirol von der Vorderseite

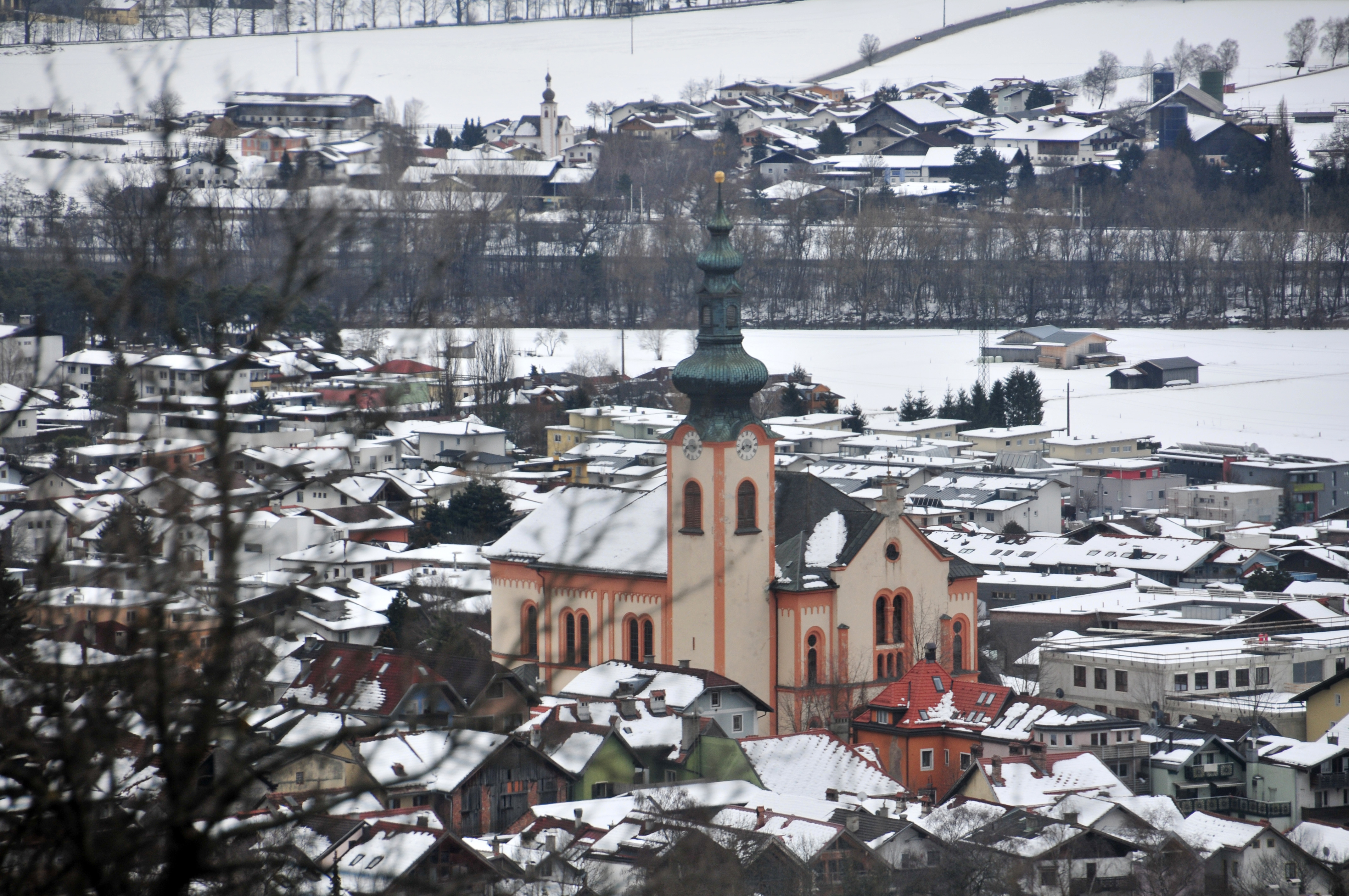
Kath. Pfarrkirche Hl. Kreuz in Zirl in Tirol vor der Renovierung 2017

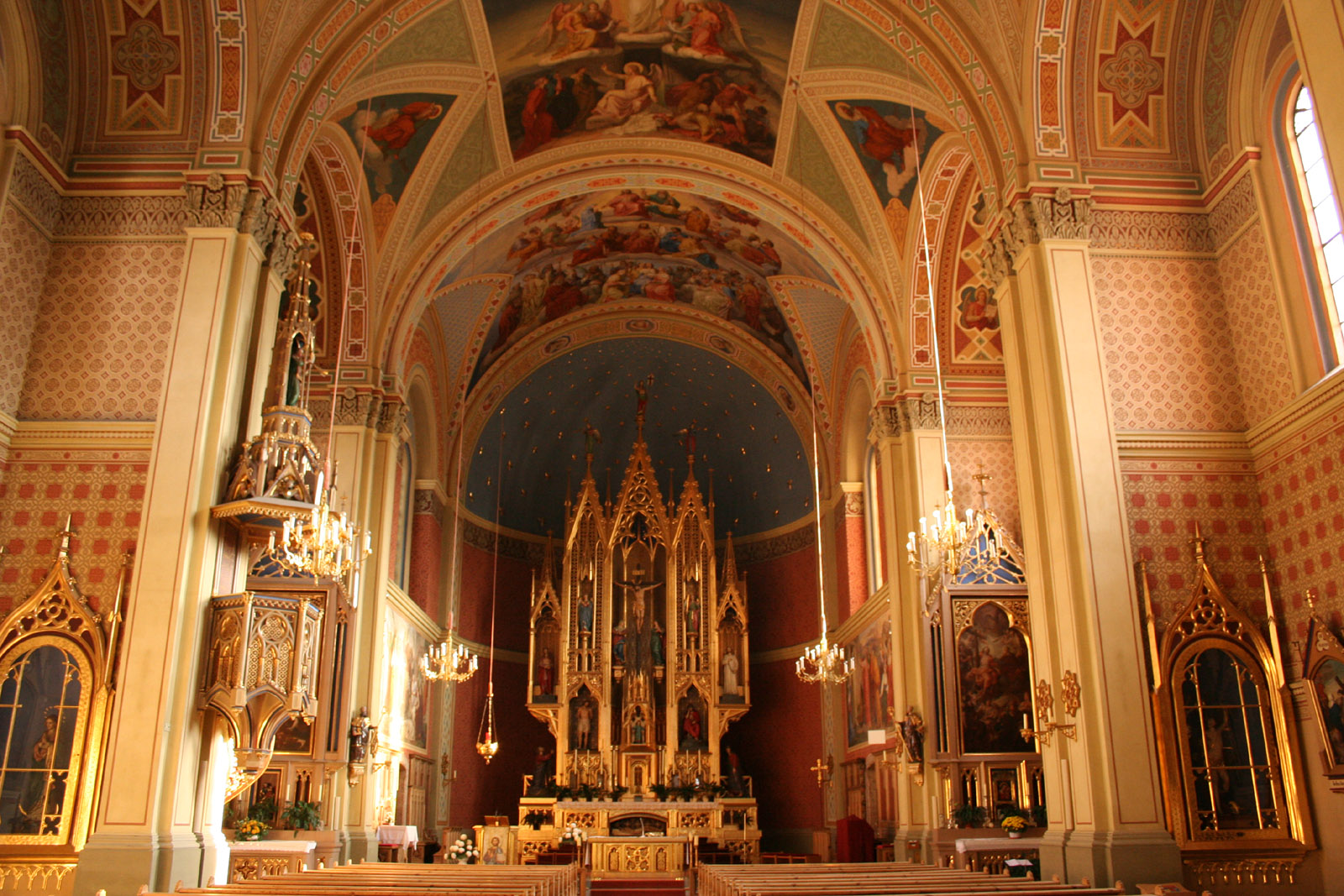
Vom Langhaus zum Chor

Die römisch-katholische Pfarrkirche Zirl steht im Unterdorf in der Marktgemeinde Zirl in Tirol. Die Pfarrkirche Heiliges Kreuz gehört zum Dekanat Telfs in der Diözese Innsbruck. Die Kirche und der Friedhof stehen unter Denkmalschutz.

## Geschichte
Die heutige Kirche wurde 1847–1848 nach Plänen von Alois Haas und unter der Leitung von Cons. Peter Alois Auer und Frühmesser Alois Moriggl als neuromanischer Saalbau errichtet. Der Kirchenmaler Franz Plattner mit Josef Arnold dem Jüngeren gestalteten den gesamten Innenraum mit Fresken in kraftvoll leuchtenden Farben aus. Das Werk beschäftigte den Maler auf lange Zeit, so wurden zum Beispiel die Deckenfresken zwischen 1862 und 1874 geschaffen. Bemerkenswert sind auch die abstrakten Schmuckmotive, die die Wände der Kirche vollständig ausfüllen, sowie die vergoldete Kanzel.
Der um 1391 errichtete Kirchturm an der Fassade stammt noch von Vorgängerbauten und ist im Unterteil spätgotisch. Das Glockengeschoß mit elegantem Zwiebelhelm mit Laterne wurde um 1770 aufgesetzt.
Das Zachäussingen in Zirl vor der Kirche gehört seit 2015 zum Immateriellen Kulturerbe in Österreich.

## Architektur
Die dominierende Verwendung des Rundbogens reiht das Gebäude unter die neoromanischen Bauwerke des 19. Jahrhunderts ein. Materialien und Bautechniken der damaligen Zeit ermöglichten den Einbau deutlich größerer Fenster, als dies ursprünglich in der romanischen Baukunst möglich gewesen wäre. Das einflutende Sonnenlicht bringt die Fresken umso kraftvoller zur Geltung.
Gotische Stilelemente finden sich in den Spitzbögen des Altars und der Kanzel, diese harmonieren jedoch mit dem Gesamtbauwerk.
Das Kirchengewölbe zieren u. a. Darstellungen der Geburt und der Auferstehung Christi. Unmittelbar über dem Altar ist die Heilige Dreifaltigkeit, gemeinsam mit Maria, den Propheten des Alten Testaments, den vier Evangelisten und umgeben vom Volk der Gläubigen abgebildet.
Zu beiden Seiten des Chores finden sich der Einzug Jesu in Jerusalem und die Auferweckung des Lazarus.
Ein beeindruckendes Zusammenspiel zwischen Sonnenlicht und Fresko gelingt dem Künstler auf der linken Seite des Chores, die den Einzug Jesu in Jerusalem am Palmsonntag darstellt. Um die Mittagszeit tauchen einfallende Sonnenstrahlen den Messias und die Personen in seiner unmittelbaren Umgebung in ein fast gleißendes Licht. Die auf ihn Wartenden, verzweifelt Hoffenden, deren dringlichster, allzu verständlicher Wunsch irdischer Natur ist, bleiben – noch – in ein Halbdunkel gehüllt. Kraft und Gewissheit des kommenden Heils werden somit gemeinsam mit diesseitigen Zweifeln, menschlicher Mühe und Verzweiflung dargestellt.

Fresken in der Pfarrkirche Zirl
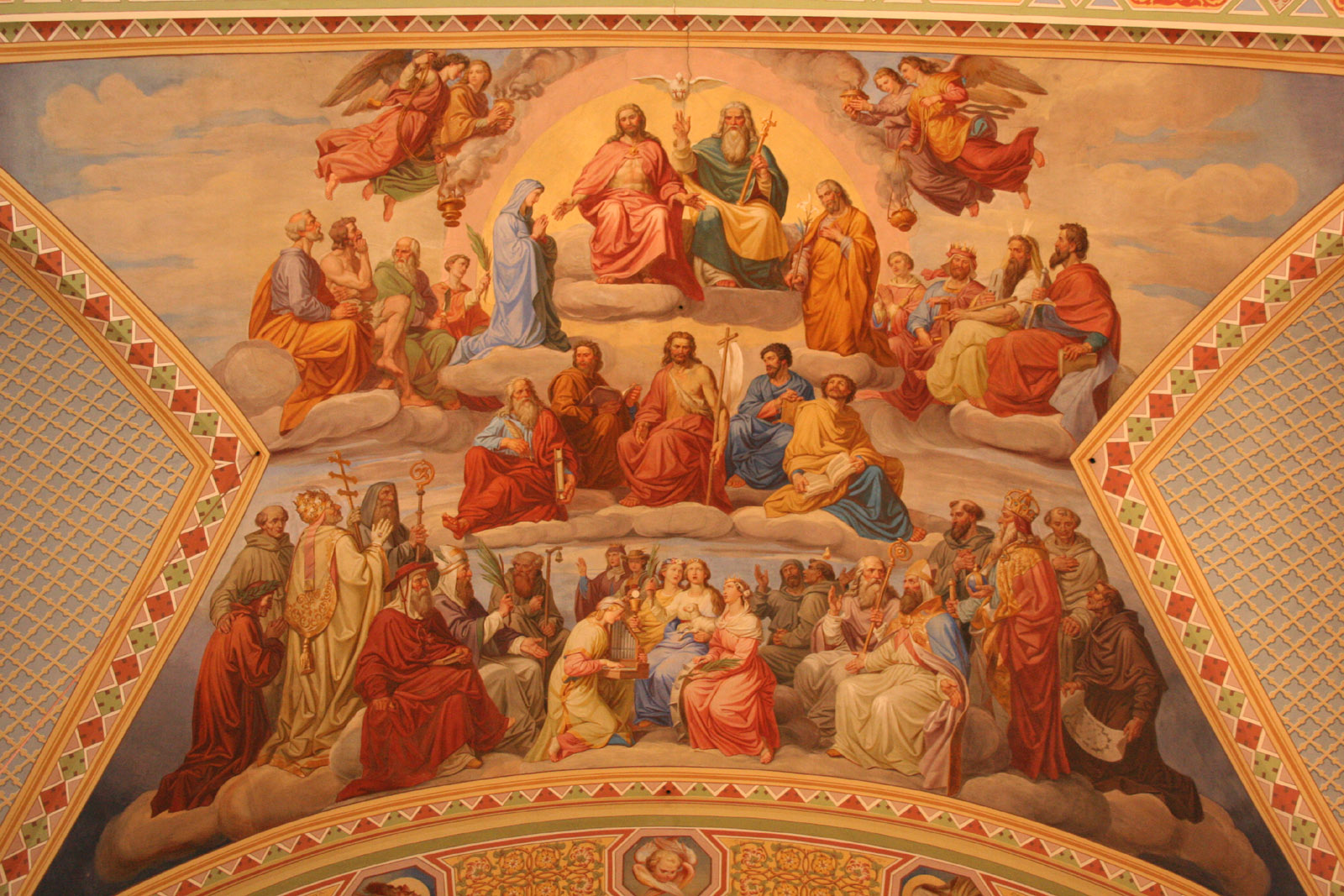
Über dem Altar: Heilige Dreifaltigkeit und Kirche
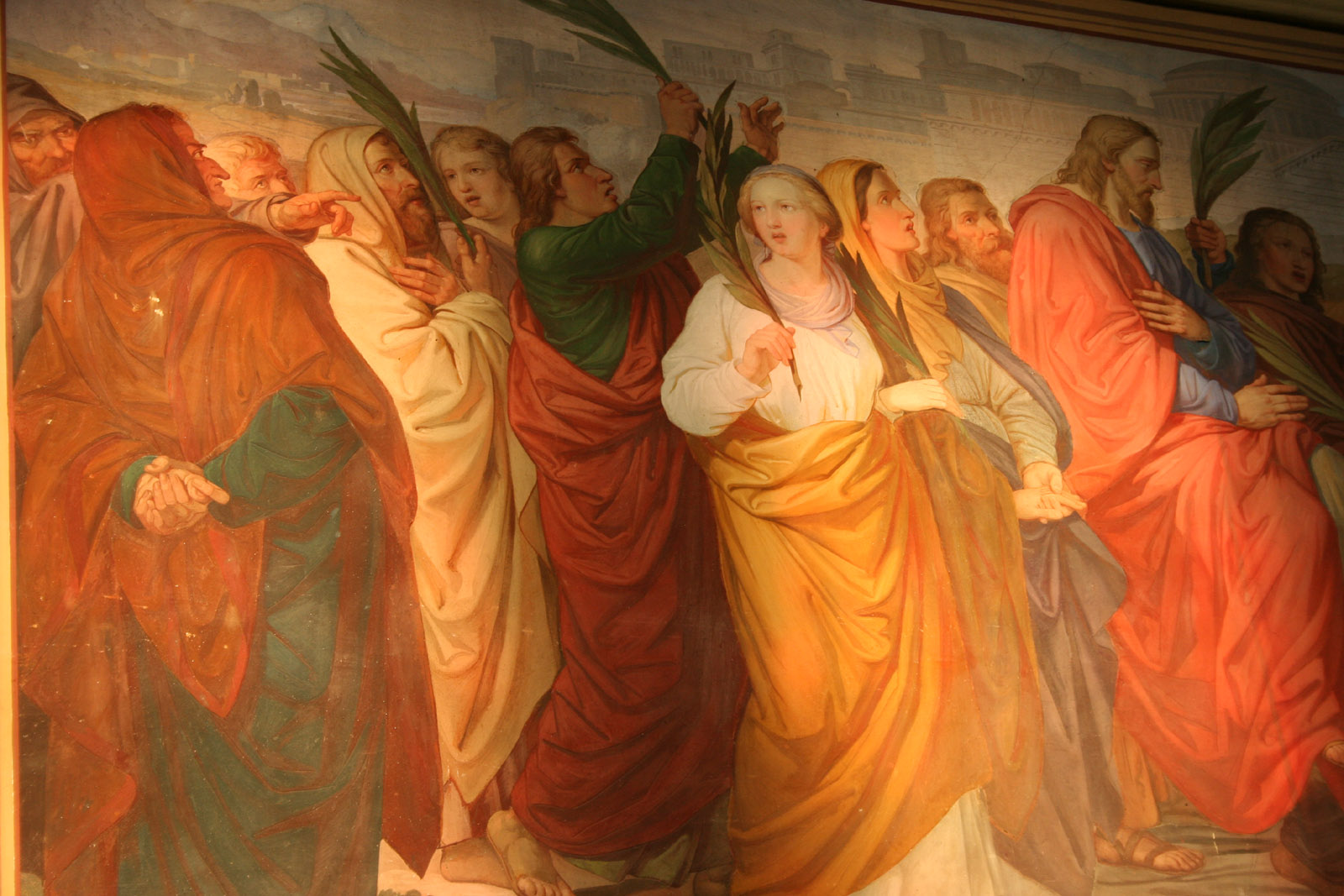
Linker Chor: Jesu Einzug in Jerusalem
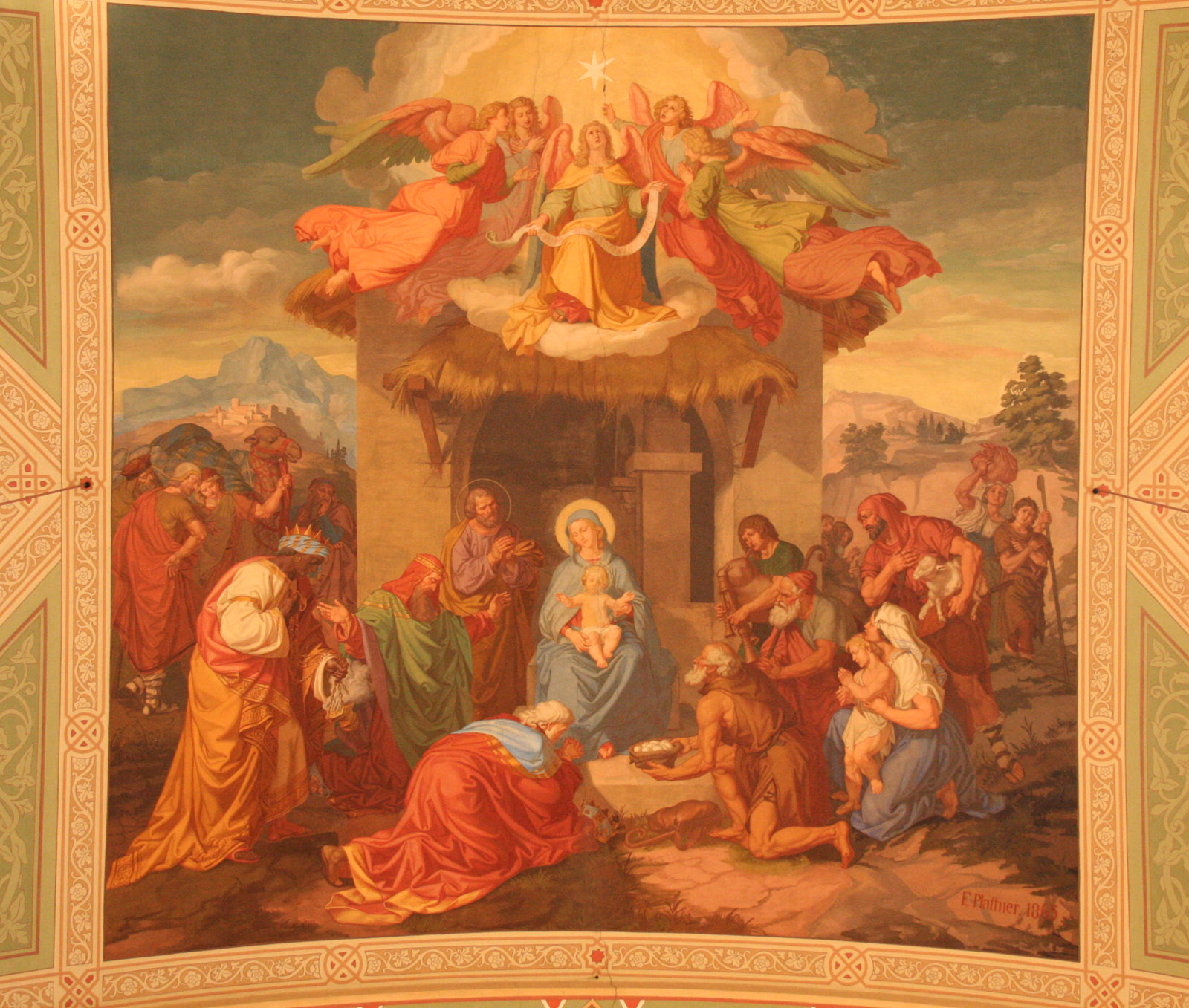
Deckenfresko: Geburt Christi, Anbetung durch die Hirten und die Heiligen Drei Könige
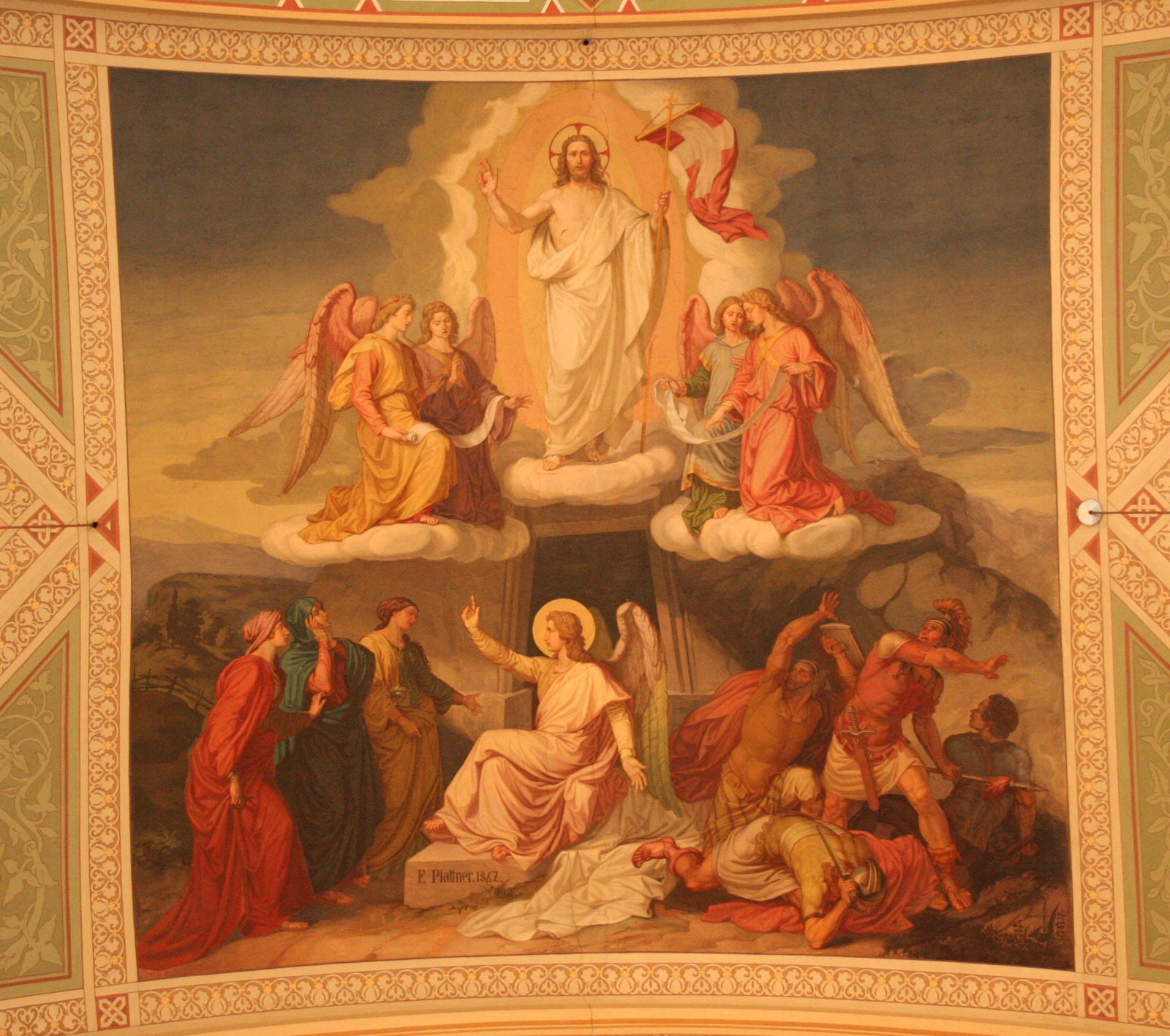
Deckenfresko: Auferstehung Christi

## Ausstattung
Die neugotische Einrichtung mit dem Hochaltar, sechs Seitenaltären, Kanzel, Chorgestühl und Beichtstühle entstand um 1850/1860. Der Hochaltar ist ein ganzjähriges Heiliggrab.

## Orgel
Die Orgel der Pfarrkirche geht auf einen Neubau von Joseph Aigner aus den Jahren 1851/52 zurück. Das Gehäuse, dessen Dekor neogotische Elemente beinhaltet ist in seiner Formensprache typisch für Aigner und kann gut mit anderen Instrumenten seiner Werkstatt verglichen werden. Der Oberbau ist zweigeteilt, um die hinter der Orgel befindlichen Fenster nicht vollständig zu verdecken. 1948/49 und 1981 wurde das ursprünglich 30 Register umfassende Instrument umgebaut, beide Arbeiten führte die Firma Reinisch-Pirchner (Steinach am Brenner) aus. Zu den 1981 ausgeführten Arbeiten zählen u. a. die Erweiterung des Pedalumfangs auf 30 Töne, sowie die Erneuerung der Prospektpfeifen und der Spielanlage. Die Vorderfronten der Manual-Untertasten sind ganz in Aigner-Manier mit goldornamentierten Pergamentstreifen versehen. Die Orgel besitzt 28 Register, verteilt auf Hauptwerk, Unterwerk und Pedal.